# Вертеншайн
Вертеншайн (нім. Werthenstein) — громада  в Швейцарії в кантоні Люцерн, виборчий округ Ентлебух.

## Географія
Громада розташована на відстані близько 55 км на схід від Берна, 16 км на захід від Люцерна.
Вертеншайн має площу 15,8 км², з яких на 8,3% дозволяється будівництво (житлове та будівництво доріг), 58,5% використовуються в сільськогосподарських цілях, 30,6% зайнято лісами, 2,6% не є продуктивними (річки, льодовики або гори).

## Демографія
2019 року в громаді мешкало 2180 осіб (+12,6% порівняно з 2010 роком), іноземців було 14,2%. Густота населення становила 138 осіб/км².
За віковим діапазоном населення розподілялося таким чином: 23,8% — особи молодші 20 років, 61,1% — особи у віці 20—64 років, 15,1% — особи у віці 65 років та старші. Було 854 помешкань (у середньому 2,5 особи в помешканні).
Із загальної кількості 1768 працюючих 187 було зайнятих в первинному секторі, 583 — в обробній промисловості, 998 — в галузі послуг.